# Kazimierz Milewicz
Kazimierz Milewicz (ur. ok. 1879 na Wileńszczyźnie, zm. po 1941 w ZSRR) – polski rolnik, poseł na Sejm Litwy Środkowej oraz na  Sejm Ustawodawczy.

## Życiorys
Był rolnikiem w folwarku Zaracze (pow. Brasław) i radnym gminy. Został posłem do Sejmu Litwy Środkowej, gdzie był członkiem klubu PSL Ziemi Wileńskiej. Mandat posła na Sejm Ustawodawczy uzyskał w okręgu wyborczym nr XII (Brasław) na mocy uchwały Sejmu z 24 marca 1922 jako członek delegacji Sejmu Wileńskiej. W 1924 roku był członkiem Sejmiku Powiatowego w Brasławiu.
17 września 1939 w jego majątku kwaterowali żołnierze Armii Czerwonej. W nocy z 20 na 21 czerwca 1941 rodzina została zesłana na Syberię. W miejscowości Drzyk został odłączony od rodziny. Jego dalsze losy pozostają nieznane.
Miał żonę Paulinę z domu Milewską, trzy córki: Irminę, Eligię i Teresę oraz dwóch synów: Edwarda (zginął w walkach nad Nysą Łużycką) i Józefa.